# TSPAN11
TSPAN11 (англ. Tetraspanin 11) – білок, який кодується однойменним геном, розташованим у людей на 12-й хромосомі. Довжина поліпептидного ланцюга білка становить 253 амінокислот, а молекулярна маса — 28 245.
| 10         |  | 20         |  | 30         |  | 40         |  | 50         |
| ---------- |  | ---------- |  | ---------- |  | ---------- |  | ---------- |
| MAHYKTEQDD |  | WLIIYLKYLL |  | FVFNFFFWVG |  | GAAVLAVGIW |  | TLVEKSGYLS |
| VLASSTFAAS |  | AYILIFAGVL |  | VMVTGFLGFG |  | AILWERKGCL |  | STYFCLLLVI |
| FLVELVAGVL |  | AHVYYQRLSD |  | ELKQHLNRTL |  | AENYGQPGAT |  | QITASVDRLQ |
| QDFKCCGSNS |  | SADWQHSTYI |  | LLREAEGRQV |  | PDSCCKTVVV |  | RCGQRAHPSN |
| IYKVEGGCLT |  | KLEQFLADHL |  | LLMGAVGIGV |  | ACLQICGMVL |  | TCCLHQRLQR |
| HFY        |  |            |  |            |  |            |  |            |

A: Аланін

C: Цистеїн

D: Аспарагінова кислота

E: Глутамінова кислота

F: Фенілаланін

G: Гліцин

H: Гістидин

I: Ізолейцин

K: Лізин

L: Лейцин

M: Метіонін

N: Аспарагін

P: Пролін

Q: Глутамін

R: Аргінін

S: Серин

T: Треонін

V: Валін

W: Триптофан

Локалізований у мембрані.